# Arenaria kotschyana
Arenaria kotschyana là loài thực vật có hoa thuộc họ Cẩm chướng. Loài này được Fenzl mô tả khoa học đầu tiên năm 1843.